# Amerikaanse auto in 1907
Dit artikel geeft een overzicht van alle Amerikaanse personenwagens geproduceerd in 1907 door een significante autoconstructeur. De auto's staan alfabetisch gerangschikt per merk. Hier staan enkel Amerikaanse merken, ongeacht of ze eigendom zijn van een niet-Amerikaans concern. Ook gaat het om constructeurs die algemeen bekend zijn met auto's die algemeen voor het publiek verkrijgbaar zijn. 
| Cadillac |                  | concern:                  | Onafhankelijk |
| Cadillac | divisie:         |                           |               |
| Cadillac | merk:            | Cadillac Verenigde Staten |               |
| Cadillac | model:           | Model M                   |               |
| Cadillac | einde productie: | 1912                      |               |
| Cadillac | productieaantal: | ?                         |               |

| Cadillac |                  | concern:                  | Onafhankelijk |
| Cadillac | divisie:         |                           |               |
| Cadillac | merk:            | Cadillac Verenigde Staten |               |
| Cadillac | model:           | Model G                   |               |
| Cadillac | einde productie: | 1912                      |               |
| Cadillac | productieaantal: | ?                         |               |

| Cadillac |                  | concern:                  | Onafhankelijk |
| Cadillac | divisie:         |                           |               |
| Cadillac | merk:            | Cadillac Verenigde Staten |               |
| Cadillac | model:           | Model K                   |               |
| Cadillac | einde productie: | 1912                      |               |
| Cadillac | productieaantal: | ?                         |               |

| Cadillac |                  | concern:                  | Onafhankelijk |
| Cadillac | divisie:         |                           |               |
| Cadillac | merk:            | Cadillac Verenigde Staten |               |
| Cadillac | model:           | Model H                   |               |
| Cadillac | einde productie: | 1912                      |               |
| Cadillac | productieaantal: | ?                         |               |

| Ford |                  | concern:              | Onafhankelijk |
| Ford | divisie:         |                       |               |
| Ford | merk:            | Ford Verenigde Staten |               |
| Ford | model:           | Model S               |               |
| Ford | einde productie: | 1909                  |               |
| Ford | productieaantal: | 3750                  |               |

| Ford |                  | concern:              | Onafhankelijk |
| Ford | divisie:         |                       |               |
| Ford | merk:            | Ford Verenigde Staten |               |
| Ford | model:           | Model R               |               |
| Ford | einde productie: | 1907                  |               |
| Ford | productieaantal: | 2500                  |               |

| Wayne |                  | concern:               | Onafhankelijk |
| Wayne | divisie:         |                        |               |
| Wayne | merk:            | Wayne Verenigde Staten |               |
| Wayne | model:           | Model N                |               |
| Wayne | einde productie: | 1907                   |               |
| Wayne | productieaantal: | ?                      |               |